# 艋舺
艋舺（巴賽語：Bangka；泰雅語：:147），是現在的臺灣臺北市萬華區。17世紀荷蘭的古地圖中，艋舺位置標示為Handelsplaasts，就是交易場所的意思，足見其商業傳統之古老。清治時期與臺北城、大稻埕並稱臺北三市街。
艋舺被視為臺北市的發源地之一，亦為當時台湾原住民交易之地。平埔族與泰雅族驱船沿淡水河而下与漢人交易，因平埔族稱船为Bangka，泰雅族稱船為，而被台灣話转称此地为“艋舺”（Báng-kah）。:147臺灣日治時期，因臺灣話發音的「艋舺」，與佛典中日語發音的「〔〕／〔〕 Manka ? 」相似，「艋舺」因此被日本改為「萬華」，而臺語仍稱「艋舺」。

## 沿革

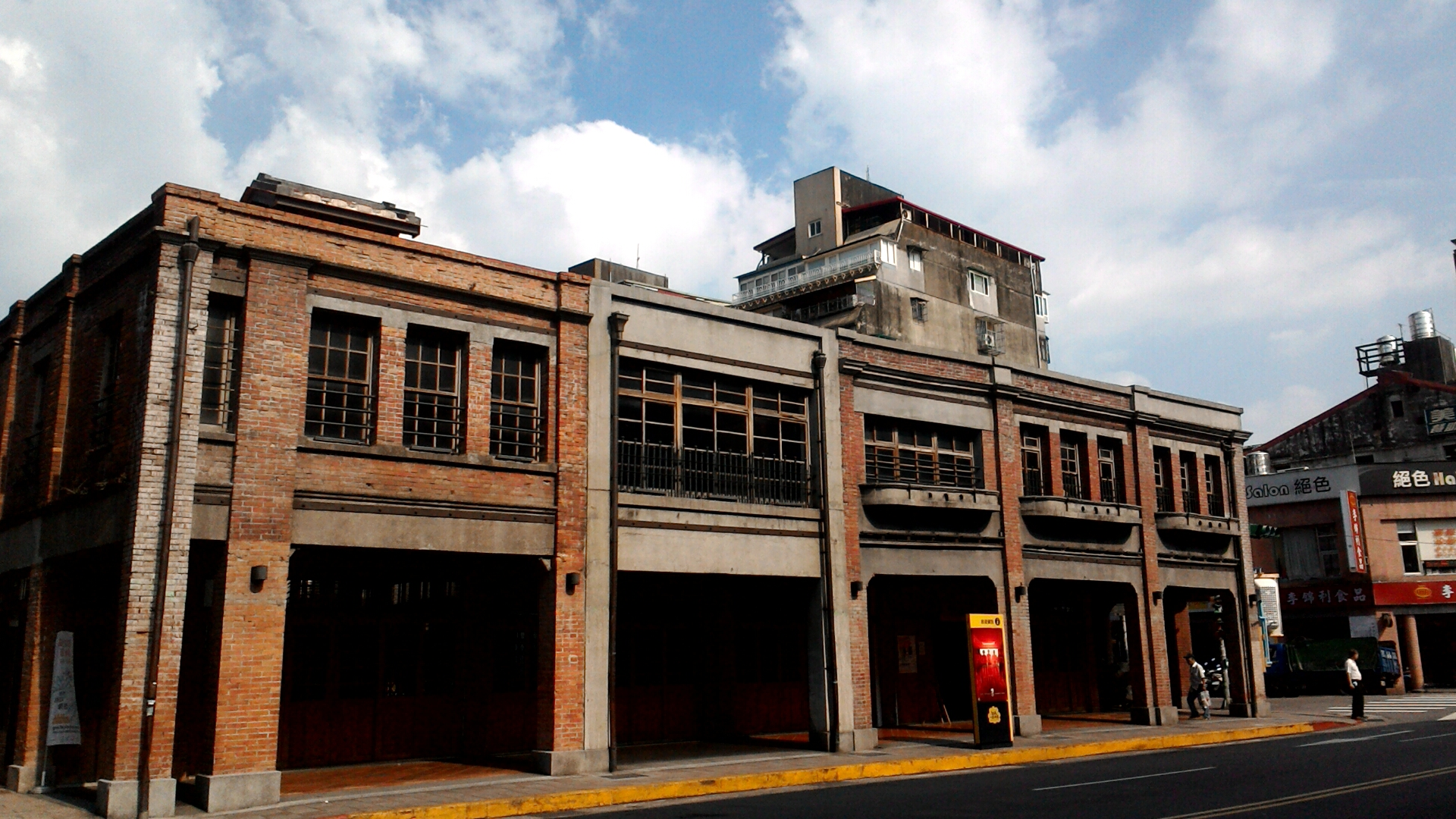
剝皮寮的街屋

當時平埔族與泰雅族原住民則多以獨木舟自淡水河上游載運農、獵產品等物與漢人交易；平埔族人稱“獨木舟”為「Vanka / Banka」，泰雅族稱獨木舟為、稱台北為，故附近漢人以台語譯音，稱此地為「艋舺」（Bangkah）。:147移民建有艋舺福德宮。
艋舺因港商之利，曾經盛極一時，於清代，與臺南府城、彰化鹿港並列為臺灣三大城鎮，有「一府二鹿三艋舺」之稱。
清代移民於艋舺的有幾大泉州裔閩南人族群，一是三邑人，二則安溪人，三為同安人，這三個群體各自為政，三邑人建立了艋舺青山宮等廟宇以凝聚團結，但是以祭祀觀音菩薩的艋舺龍山寺為行政中心；安溪人則建立主祀清水祖師的艋舺清水巖祖師廟為信仰核心，同安人則在八甲庄（今日老松國小附近）祭祀民宅中的霞海城隍神龕。
清文宗咸豐3年（1853年），三邑人以艋舺龍山寺為基地，發動「頂下郊拚」攻擊，當時三邑人為了越過沼澤，設局燒毀了安溪人信仰中心艋舺清水巖祖師廟，並利用夜間突襲同安移民。迫使奉祀霞海城隍的同安移民遷居到同安人聚集的大稻埕一帶，並建造了大稻埕霞海城隍廟來祭祀當年救出的城隍爺神像。
1860年代以後，艋舺港口因河沙淤積，功能逐漸被同安人群聚的大稻埕取代。
1922年臺北市推行町名改正，市區大字撤除改設町。當時艋舺被劃為濱町、築地町、壽町、末廣町、西門町、新起町、若竹町、老松町、八甲町、新富町（部分為下崁）、龍山寺町、有明町、入船町、元園町。
臺灣戰後艋舺分屬臺北市龍山區、城中區，1990年行政區重劃後改隸萬華區至今。

## 地理位置
臺灣堡圖中，地籍上艋舺街庄、大字的範圍北至忠孝西路，東至中華路一段（臺北城西城牆），西至淡水河－環河南路二段，南至三水街，大致上包含今日萬華區福星、萬壽、西門、新起、菜園、仁德等里全境，福音、富民、青山、富福等里三水街以北範圍。
現代人有時將三水街以南至縱貫鐵路（地下化後變成艋舺大道）之間也當作艋舺的一部份，但是三水街以南至特三號排水溝（加蓋後變成今西藏路）屬於「下崁」地區。該區域內有戰後才被命名為艋舺的艋舺公園（大部分位於下崁）、艋舺服飾商圈。
此外，忠孝西路以南至成都路的西門町北側區域，也是艋舺的一部份，但臺灣戰後被析出劃入城中區，1990年改為萬華。

## 景點
- 西門町
- 西門紅樓
- 艋舺龍山寺
- 朝北醫院
- 西本願寺
- 慈雲寺
- 艋舺地藏庵
- 艋舺青山宮
- 艋舺清水巖
- 艋舺助順將軍廟
- 艋舺平安寶塔
- 老松國小
- 艋舺謝宅
- 國立臺北護理健康大學城區部文教大樓
- 學海書院

## 出身人物
- 黃土水
- 徐慶鐘
- 王詩琅
- 廖漢臣
- 紀露霞
- 方季韋
- 馬英九
- 林佳龍

## 腳註